# 국립점화시설

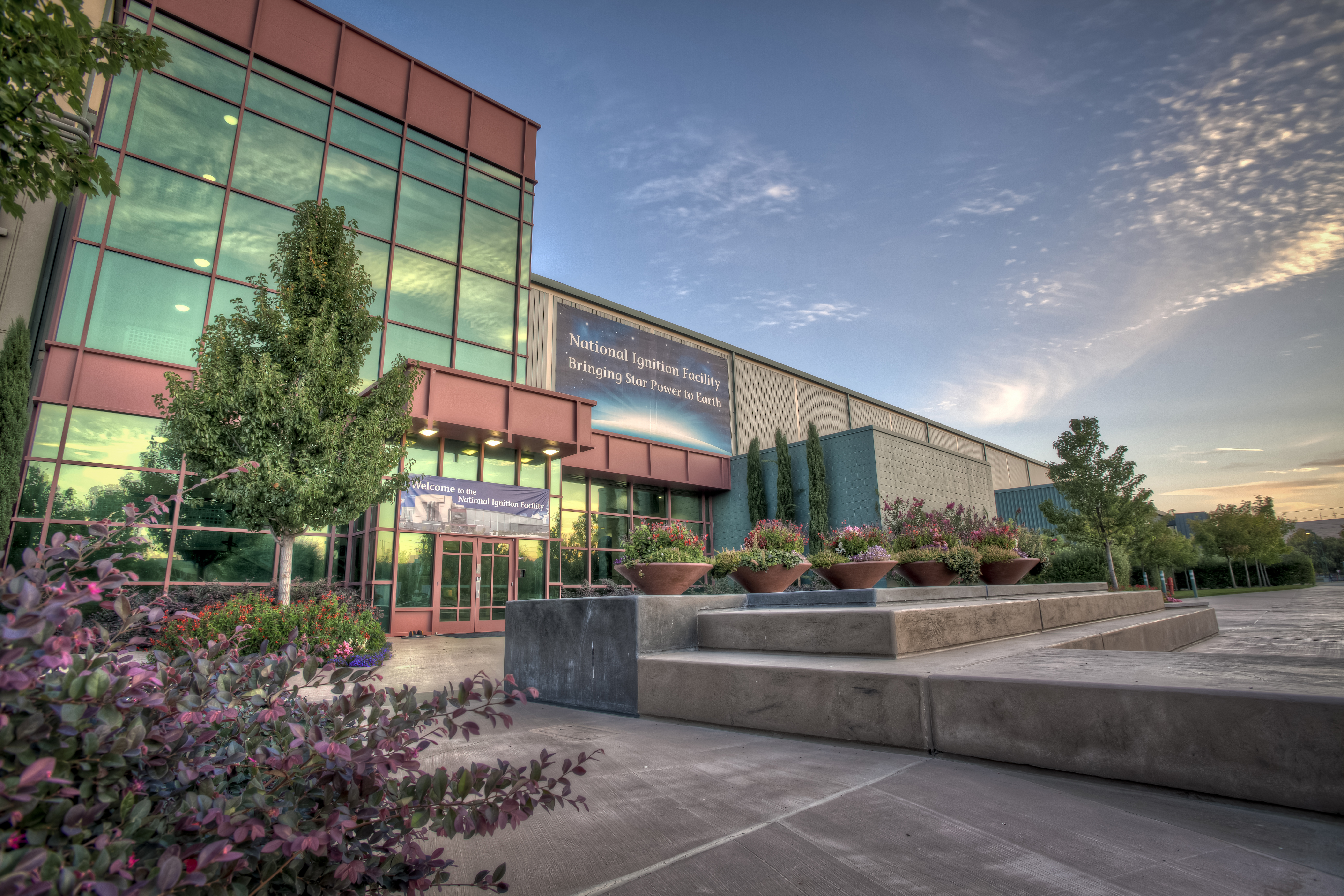
로렌스 리버모어 국립 연구소의 국립점화시설

국립점화시설(NIF, National Ignition Facility)은 미국 로렌스 리버모어 국립연구소에 설치된 레이저 핵융합 연구시설이다.

## 역사
현재 연구실 차원에서 핵융합을 실현하는 대표적인 기술로는 토카막(자기밀폐) 방식과 레이저 핵융합(관성밀폐) 방식이 있다.
2009년, 축구장 3개 크기로 세계 최대 규모인 레이저 핵융합 연구시설 NIF를 건설했다. 약 4조원을 투입한 이 연구시설은 직경 10m 크기의 구형 진공용기 내부에서 핵융합연료(㎜크기)에 총 192개의 고에너지 레이저를 집중시켜 핵융합 반응을 얻어낸다. 미국은 1990년대 초반에는 토카막 방식의 ITER 연구를 주도했지만 1999년 ITER를 탈퇴했다가 2003년 주도국이 아닌 단순 연구 참여국으로 재가입했다. 레이저 핵융합 연구에 주력하고 있다는 얘기다.

## 원리
원자폭탄을 평화적으로 활용하는 연구에서 원자력발전소가 나왔듯이, 핵융합 반응에서 나오는 막대한 에너지를 평화적으로 이용하는 연구가 바로 국제적인 컨소시엄으로 진행되는 ITER 연구이다. 그런데 태양이 빛과 열을 내는 원리인 핵융합이 일어나려면, 최소한 1억 ℃의 높은 온도가 나와야 한다. 1억℃를 만들기 위해 ITER은 거대한 자기장 안에서 플라즈마를 일으키고 있다.
자기장 핵융합로 다음으로 나온 방안이 초고출력 레이저를 이용한 핵융합이다. 공홍진 카이스트 교수의 연구도 이와 큰 관련이 있다.
초고출력 레이저를 한 점에 집중시켜서 1억℃를 만들면, 중수소와 삼중수소가 융합하면서 헬륨으로 변한다. 이 과정에서 발생한 질량의 차이만큼 거대한 에너지가 나온다. 여기에 적용되는 공식이 바로 그 유명한 E=mc² 인 것이다.
그런데 레이저 핵융합은 장점이 아주 많지만, 갈 길이 매우 멀다. 4MJ(메가 줄)이라는 어마어마한 광 에너지를 가진 레이저 광선이 1초에 10회 이상 터져 나와야 한다. 현재 세계 최대 레이저는 미국 로렌스리버모어연구소(LLNL)에 있는 NIF 레이저이다. 출력에너지는 4MJ에 도달했지만 발사횟수는 하루에 2~3 회 정도밖에 안 된다. NIF는 20KJ의 레이저 모듈 192개를 연결해서 4MJ을 내도록 설계됐다.

## 새로운 기술
최근에는 핵융합을 일으키기 위해 2MJ(메가주울) 이상의 막대한 레이저 에너지가 필요했던 중심점화(Central Spark) 방식에서 200kJ 이하의 소규모의 레이저 에너지로 핵융합을 일으키는 고속점화(Fast Ignition) 기술이 빠르게 발전하고 있다.

## 같이 보기
- 레이저 메가줄